# Maček v žaklju
Slovenski frazem maček v žaklju, na primer v najbolj značilni stavčni zvezi kupiti mačka v žaklju pomeni kupiti  kaj, ne da bi stvar prej videli ali poznali. Čeprav je beseda žakelj spačenka iz južno-nemške pomanjševalnice Sackel in je v slovenščini nadomešča vreča (splošno slovanskega izvora), je frazem maček v žaklju tako prisoten v slovenski govorici in literaturi, da ga brez zadržkov navaja tudi SSKJ SAZU. 
Vsebinsko in izrazno enak frazem je v uporabi v večini srednjeevropskih jezikov; v nekaterih (angleščini, skandinavskih jezikih pa je bolj poudarjena možnost prevare pri nakupu živali, ki je namenjena prehrani (prašič, zajec, maček).